# 東根市立高崎小学校
東根市立高崎小学校（ひがしねしりつ たかさきしょうがっこう）は山形県東根市にある公立小学校。

## 概要・教育目標
- 東根市の東部にある観音寺　新田に高崎小学校がある。学校は国道48号（関山街道）沿いにある。学区内は果樹園農家（さくらんぼ、ぶどう、りんご、ラ・フランス）が多い。
- 【教育目標】知・徳・体の調和がとれ、心身ともにたくましく、人間性豊かな児童を育成する
- 【めざすこどもの姿】かしこい子ども（自主創造）。あかるい子ども（共生・協働）。たくましい子ども（健康・意思）
- 【学校像】学校と地域を愛し、誇りに思う子供たちを育て、地域と共に歩む学校
- 【スローガン】ゆめ　ふれあい　おもいやり　笑顔輝く高崎っ子

## 沿革
- 1876年（明治9年）
  - 2月 - 関山学校（関山村養泉寺を借用・建坪66坪）として開校。
  - 6月 - 観音寺学校（観音寺村田中郷蔵使用・建坪30坪）として開校。
- 1882年（明治15年） - 観音寺学校→養英学校に改称とともに田中郷蔵跡に校舎新築（建坪50坪）。
- 1887年（明治20年）4月 - 関山学校→関山尋常小学校、養英学校→観音寺尋常小学校に改称。
- 1901年（明治34年）
  - 時期不明 - 関山尋常小学校と観音寺尋常小学校が合併して高崎尋常小学校となる。
  - 9月 - 高等科を併設。児童数389名。
- 1902年（明治35年） - 暴風のため校舎大破。
- 1904年（明治37年） - 新築校舎落成。児童数435名（観音寺新田）
- 1915年（大正4年） ‐ 松の木が寄贈され、現在、『希望の松』として高崎のシンボル的存在となる。
- 1941年（昭和16年）4月 - 国民学校令により、高崎国民学校に改称。
- 1947年（昭和22年）5月 - 高崎村立高崎小学校に改称。
- 1954年（昭和29年）8月 - 東根町立高崎小学校に改称。
- 1956年（昭和32年）11月 - 創立80周年記念式挙行。校歌・校章制定。
- 1958年（昭和33年） - 東根町の市制施行により、東根市立高崎小学校に改称。
- 1976年（昭和51年） - 創立100周年記念式挙行。
- 1979年（昭和54年） - 新校舎完成。

## 学区
- 水溜、大門、田中、間木野、新田、原宿、西原、休石、下悪戸、上悪戸[1]

## 児童数
| 年度 | 男子 | 女子 | 計 |
| ---- | ---- | ---- | -- |
| 2012 | 37   | 32   | 69 |
| 2020 | 38   | 25   | 63 |

## 卒業後
- 東根市立第三中学校へ進学する。（高崎地区と東郷地区）

## 校歌
- 作詞:真壁 仁 作曲:海鋒 義美

## その他
- どんぐり山 - 100周年記念事業としてグラウンドに西側に作成
- 2015年4月より小規模特認校制度を東根市では初めて導入する[2]。
- だんご運動会 - 現在5月第二日曜日に行われている地区民運動会（田植え前に行われる）。地区対抗の運動会。地区ごとに年代別の種目に参加。小学生は徒競走で参加。